# Cainiti
I Cainiti, o Caianiti, furono – secondo le notizie che ce ne fornisce Ireneo di Lione nel suo Contro le eresie –, una setta gnostica del II secolo che, come altre sette gnostiche, credeva che il Dio del Vecchio Testamento fosse inferiore al Dio Supremo. Tuttavia bisogna precisare che oltre alle accuse di Ireneo, non esiste alcuna altra attestazione storica indipendente sull'esistenza di un gruppo di cristiani aventi tale nome, sicché sembra che questo fosse un nomignolo inventato dagli eresiologi.

## Storia
Sempre secondo Ireneo (Contro le eresie I.31.1), essi tenevano in gran conto tutti i personaggi ritenuti riprovevoli nel Vecchio Testamento, come Esaù, Cam, gli abitanti di Sodoma e Gomorra, Giuda Iscariota e proprio Caino, da cui la setta prese il nome, poiché avevano sofferto ed erano stati maledetti da Hysteraa, il Demiurgo, il Dio crudele veterotestamentario (Ireneo di Lione, Adversus haereses, I 31, I). Essi ritenevano, in particolare, che Giuda Iscariota fosse nel giusto e che anzi fosse l'unico dei discepoli a cui Gesù avesse fornito un insegnamento segreto, da tramandare, poi, a beneficio di pochi eletti. Alla setta è da attribuire il Vangelo di Giuda in cui viene spiegato come Giuda, depositario del segreto della salvezza degli uomini, avesse tradito Gesù perché quest'ultimo era un agente del Demiurgo. Un'altra scuola di pensiero cainita riteneva che l'opera di Giuda fosse stata fondamentale, in quanto il Demiurgo voleva impedire la Passione di Gesù e così impedire la salvezza della razza umana. Grazie al suo tradimento Gesù poté portare a compimento la sua opera di Salvatore. I cainiti credevano che la salvezza passasse anche per il loro antinomismo, il rifiuto del Decalogo di Mosè, pertanto bestemmiavano Mosè e il suo Dio/Demiurgo. Comunque, non ebbero mai molti seguaci e Ippolito di Roma, all'inizio del III secolo, già li liquidava menzionandone solo il nome.